# Карл фон Райхенбах
Барон д-р Карл фон Райхенбах (на немски: Karl Ludwig Freiherr von Reichenbach) е германски химик, геолог, металург, естествоизпитателиндустриалец и философ, той работи в Чехия и Австрия . 
Член на престижната Пруска академия на науките.
Утвърждава се като забележителна личност и един от най-видните учени за времето си. Бива известен със скромността и дълбоката си чувствителност, но въпреки това безбройните му приноси в европейската промишленост и наука са легендарни.

## Биография
Роден е на 12 февруари 1788 г. в Щутгарт, Вюртемберг. Баща му е дворцов библиотекар и има възможност да снабдява Карл с цяла колекция от най-различни тайнствени книжовни съкровища. Детството му минава под знака на най-различни магически книги и разпалващите въображението идеи на стотици забравени естественици. През бурната си младост той е един от главните заговорници срещу окупацията на Германия от Наполеон.
След като защитава докторат по естествени науки и теология в Тюбингенския университет, става учен в областта на химията, геологията, металургията и метеорологията. Постепенно се утвърждава като водещ промишлен инженер, започва да строи металургични заводи (Виленген, Баден), пещи за дървени въглища (Хаусах, Баден), химически заводи (Бланско, Моравия), стоманолеярни (Турниц, Австрия) и доменни пещи (Гая, Моравия). Става много богат и купува земи от Дунав чак до Рейн. Славата и репутацията му на индустриалец и учен-изследовател се разнася из цяла Европа.
През 1830 г. Райхенбах открива парафина като резултат от изследванията си върху каменовъглената смола и нейните деривати. Това далеч не е единственото му откритие в областта на химията, което получава широка известност. От каменовъглената смола успява да извлече антисептика евпион (1831), консервиращия и терапевтичен агент – креозот (1832), тъмносиньото багрилно вещество – питикал (1833) и сидререт (червено багрило), пикамар (използван за производство на парфюми), както и капномор и асамар. Търговският успех на тези органични вещества му донасят още по-голямо богатство. Откритията на Райхенбах поставят началото на химическата промишленост в Германия, която осигурява огромни приходи на страната.
Райхенбах предприема първото точно геологическо проучване на Моравия. Привлича го всичко свързано с естествознанието и най-вече онова, което се смята за необичайно и рядко. Именно заради това той събира метеорити (колекцията му е прочута и до наши дни). И докато повечето академични умове от онова време приемат с насмешка идеята за падащи от небето камъни („аеролити“), Райхенбах публикува няколко забележителни трактата по темата.
Като неуморим изследовател на всички аномални природни явления, в областта на научните му интереси влизат и различни екзотични форми на мълнии и свързаните с тях атмосферни явления. Многобройните му, строго научни описания на редки видове мълнии и други странни природни явления, редовно се появяват в периодичните издания от онова време и го превръщат в ранен изследовател на феномените, наречени по-късно „фортеански“ (силови).
Разполагайки с неизчерпаемите възможности на най-прецизните научни трудове и на огромното си богатство, барон Райхенбах отправя взор към области, в които малцина успяват да проникнат и да постигнат някакви успехи. Интересът му към редките природни феномени бива безграничен и стремежът да разбере неизвестното се превръща в нещо много повече от обикновено любопитство. След като извършва чудеса в областта на промишлеността, страстта му към неизвестното го карат да се обърне към други области, в които изследванията му достигат невъобразими дълбини. Райхенбах открива лъчистата енергия, която напълно преобръща представата за света както у самия него, така и у онези, които с нетърпение очакват поредната му публикация. До смъртта си той твърди, че природата е изпълнена с тайнствена светлинна енергия, от която черпи жизнените си сили. С това велико откритие започва спорният период от живота на Райхенбах – периодът, в който баронът се осмелява да се изправи срещу академичните предразсъдъци и в крайна сметка потъва в забрава.
В последните години от живота си работи върху силата, комбинирана от енергията, магнетизма и топлината, излъчвани от живите същества, която наименува Одинова сила (Odic force, по името на германския бог Один).
Умира на 19 януари 1869 г. в Лайпциг, Саксония.